# 優雅的謊言
《優雅的謊言》（韓語：우아한거짓말）是一部2014上映的韓國電影，導演李漢繼《格鬥少年菀得》之後再次將金麗玲的小說搬上螢幕，講述14歲少女突然自殺後，她的母親和姐姐找出其隱藏的秘密之故事。

## 演員陣容
- 金喜愛：賢淑
- 高我星：李萬智
- 金裕貞：金花妍
- 金香起：李千智
- 劉亞仁：秋尚博
- 成東鎰：郭萬鎬
- 千玗嬉：郭美蘭
- 柳妍美：郭美拉

## 獲獎
- 第50屆百想藝術大賞
  - 電影部門 女子新人演技賞：金香起

## 外部連結
- NAVER電影 （页面存档备份，存于）